# Michael Weiner
Michael Weiner (ur. 21 marca 1969 w Ottenstein) – niemiecki sędzia piłki nożnej, sędzia międzynarodowy (licencja FIFA od 2002).
Sędzią piłki nożnej jest od 1993, dwa lata później sędziował już mecze w 2. Bundeslidze.
W 1. Bundeslidze prowadzi zawody od 2000.
Od 2002 jest sędzią międzynarodowym, należącym do kategorii Elitte, prowadzi mecze Pucharu UEFA oraz Ligi Mistrzów.